# Kōji Maeda
Kōji Maeda (前田 浩二?, Maeda Kōji; Prefettura di Kagoshima, 3 febbraio 1969) è un allenatore di calcio ed ex calciatore giapponese, di ruolo difensore.